# Talavera de la Reina
Pour les articles homonymes, voir Talavera (homonymie).
Talavera de la Reina est une commune d'Espagne de la province de Tolède dans la communauté autonome de Castille-La Manche, fameuse pour ses poteries et céramiques.

## Histoire
La bataille de Talavera, sanglant moment de la campagne napoléonienne d'Espagne, se déroula les 27 et 28 juillet 1809.
Durant l'expédition d'Espagne de 1823, Talavera de la Reina fut le lieu d'un combat le 27 mai 1823.
Durant la guerre civile espagnole, les troupes républicaines essaient d'y stopper les colonnes franquistes en marche vers Madrid lors d'une nouvelle bataille.
Dans la nuit du 22 au 23 mars 2025, une crue du Tage a emporté une partie d'un pont construit à la fin du XVe siècle sur une structure datant de l'époque romaine. Sa dernière restauration avait eu lieu en 2002.

## Administration
| Période                                  | Période | Identité | Étiquette | Qualité |
| ---------------------------------------- | ------- | -------- | --------- | ------- |
|                                          |         |          |           |         |
| Les données manquantes sont à compléter. |         |          |           |         |

## Culture

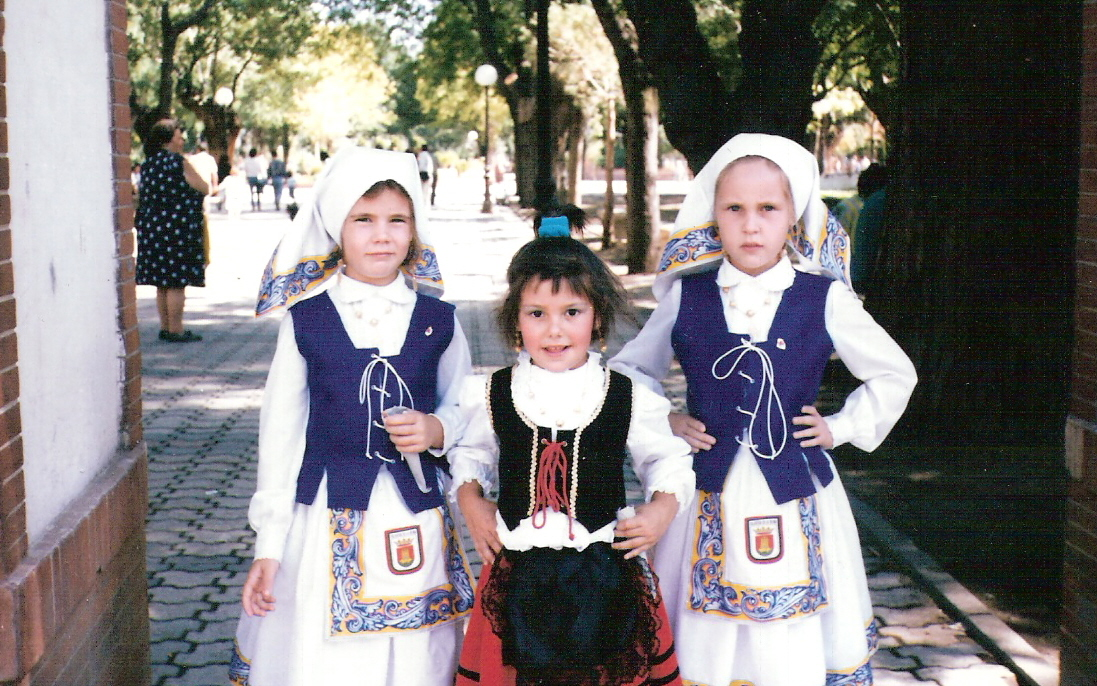
Fillettes portant les vêtements typiques locaux

Cette ville est connue pour sa fête traditionnelle « les Mondas ». Cette fête, dont les origines remonteraient à l’époque romaine, consiste en un rituel de vénération à la déesse Cérès. Historiquement, cette célébration est connue depuis le XVe siècle. Depuis 1983, elle est déclarée d’intérêt touristique régional. Elle débute le dimanche de Pâques, avec la traditionnelle cavalcade dans les différents quartiers de la ville, suivie d’une semaine culturelle, composée de conférences et de concerts. Le samedi suivant, un défilé composé de très nombreux groupes folkloriques et de chars arrive à la basilique du Prado. Là, un échange de cannes entre le maire de Talavera et les autres maires invités, a lieu, très solennellement.

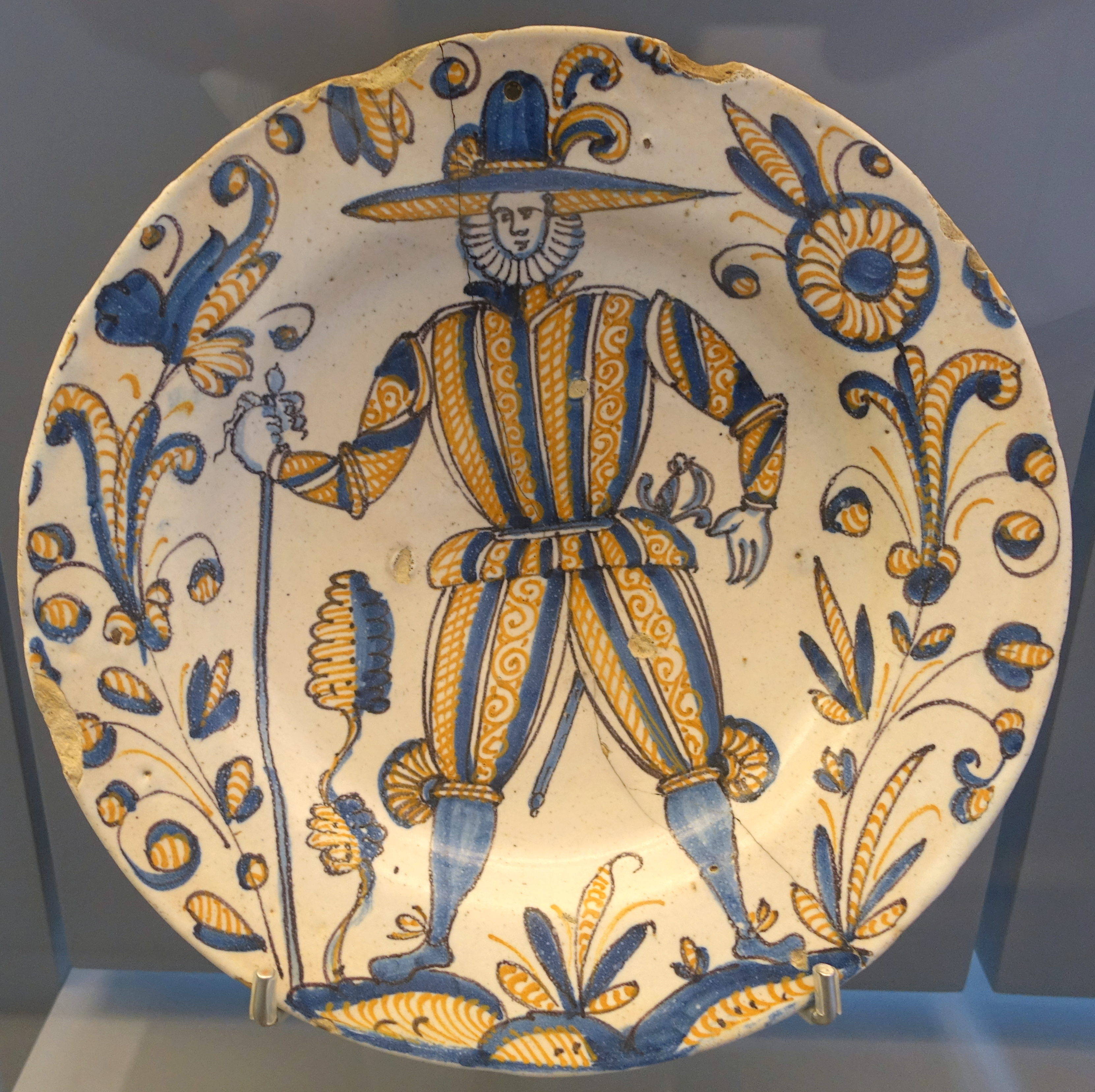
Assiette Talavera, Musée national des arts décoratifs de Madrid.

En 2019, la céramique de Talavera a été déclarée patrimoine culturel immatériel de l'humanité par l'UNESCO sous le nom officiel de fabrication artisanale de céramique de style Talavera à Puebla et Tlaxcala (Mexique) et à Talavera de la Reina et El Puente del Arzobispo (Espagne).

## Sports
La ville fut à plusieurs reprises l'arrivée du Tour d'Espagne :
- 2007 : remportée par Daniele Bennati
- 2009 : remportée par Anthony Roux
- 2022 : remportée par Mads Pedersen

Le Club de Fútbol Talavera de la Reina est l'équipe de football locale. Fondé en 2011, il succède au Talavera CF qui a fait faillite la même année.
Les principaux clubs de football de la ville évoluent au Stade El Prado.

## Personnalités liées à la commune
- Antonia Sitchès de Mendi (1827-1914) cantatrice espagnole, épouse du violoniste belge Hubert Léonard, née à Talavera de la Reina.
- Álvaro Bautista, pilote moto.
- Hernando de Talavera , OSH (c. 1430 - 14 mai 1507) était un ecclésiastique espagnol et conseiller de la reine Isabelle de Castille